# Бакинский 153-й пехотный полк
153-й пехотный Бакинский Его Императорского Высочества Великого Князя Сергея Михайловича полк — пехотная воинская часть Русской императорской армии.

## Формирование и кампании полка
Сформирован на Кавказе 6 ноября 1863 года — из 6-го резервного батальона Крымского пехотного полка (старого, сформированного в 1803 году) и резервного Кавказского № 1 батальона (сформирован в 1829 г. из Ставропольского внутреннего гарнизонного батальона,); 25 марта 1864 года назван 153-м пехотным Бакинским; 25 сентября 1869 года полку присвоено наименование 153-го пехотного Бакинского Его Императорского Высочества Великого Князя Сергея Михайловича полка. 1 августа 1874 года полк переформирован в 4-батальонный. На сформирование нового батальона поступил Кутаисский губернский батальон (образован из 3-го батальона Мингрельского пехотного полка), принявший в полку наименование 1-го батальона. Старшинство Бакинского полка — с 6 ноября 1863 года.
Бакинский полк принял участие в русско-турецкой войне 1877—1878 гг. на Кавказском театре военных действий. Бакинский полк в составе колонны полковника князя Амираджибова 4 мая штурмовал и взял у Ардагана Гюлавердынские высоты и 5 мая взял укрепление Ахали. Другим громким делом Бакинцев было взятие форта Азизие, в ночь на 28 октября 1877 года. Овладение этим фортом должно было находиться в связи с одновременным взятием трёх остальных фортов, защищавших подступы к Эрзеруму. Однако задача выполнена была только одним Бакинским полком, взобравшимся на вал по штурмовым лестницам и овладевшим укреплением после ночного штыкового боя. На следующее утро, 29 октября, вследствие отсутствия поддержки, полку пришлось отступить, причём отступление совершалось под натиском наседавших турок и под убийственным огнём; несмотря на это, полку удалось привести с собою около 600 человек пленных, взятых ночью. Помимо этих выдающихся подвигов, полк отличился: 12 августа 1877 года — при занятии Аббас-Гельского перевала, 8 сентября — в бою за сел. Чарухчи, 19 и 20 сентября — при наступлении против Кизил-Гула, 2 и 3 октября — при взятии Авлиара и Визинкейских высот, повлёкшем капитуляцию Омера-паши, и 23 октября — при атаке укреплённой позиции Деве-Бойну.
В Первую мировую войну полк находился на Кавказском фронте, принимал участие во всех крупнейших операциях кавказских войск, отличился в Сарыкамышском оборонительном сражении 1914—1915 гг., июльской операции 1915 года и особенно в Эрезерумской операции в январе 1916 года, где, состоя в боевых группах генералов Арджеванидзе и затем Ласточкина, блистательно защищал позиции на Деве-Бойну от сильнейших атак турок.

## Знаки отличия
1. Полковое знамя — Георгиевское, с надписью: «За отличие в сражении 25 октября 1855 г. на р. Ингуре, за взятие Ардагана 4 и 5 мая и форта Азизие 28 октября 1877 г.». Первое отличие было пожаловано 30 августа 1856 г. Грузинскому лин. № 1 батальону за Крымскую войну, а два последние — всем 4 батальонам 13 окт. 1878 г.
2. В 1-м батальоне знаки на шапках (у офицеров нагрудные) с надписью «за отличие». Пожалованы 23 сент. 1830 г. 3-му батальону Мингрельского пехотного полка за отличия в войнах русско-персидской 1826—1827 гг. и русско-турецкой 1828—1829 гг.
3. Поход за военное отличие, пожалован полку 13 октября 1878 г. за русско-турецкую войну 1877—1878 гг. — всем 4 батальонам.

## Шеф полка
- 25.09.1869 — 04.03.1917— великий князь Сергей Михайлович

## Командиры полка
- 12.12.1863 — хх.хх.1868 — полковник Кобиев, Николай Григорьевич
- до 25.04.1868 — 02.05.1871 — полковник Сидоров, Афанасий Тимофеевич
- 02.05.1871 — 28.04.1878 — полковник Иванов, Афанасий Иванович
- 28.04.1878 — 11.09.1879 — полковник Казбек, Георгий Николаевич
- 11.09.1879 — 26.11.1889 — полковник Запорожченко, Пётр Егорович
- 27.11.1889 — 24.04.1891 — полковник Высоцкий, Виктор Иванович
- 08.05.1891 — 31.10.1895 — полковник Вознесенский, Фёдор Николаевич
- 20.11.1895 — 15.11.1897 — полковник Попов, Иван Васильевич
- 03.12.1897 — 10.11.1899 — полковник Трейтер, Максим Васильевич
- 28.11.1899 — 16.05.1900[3] — полковник Сагинов, Ростом Иванович
- 06.07.1900 — 09.07.1907 — полковник Гурьев, Георгий Александрович
- 09.06.1907 — 21.08.1907 — полковник Гурский, Иван Игнатьевич
- 21.08.1907 — 16.12.1912 — полковник Лесневский, Иосиф Александрович
- 16.12.1912 — 20.01.1915 — полковник Васильев, Константин Степанович
- 20.01.1915 — 02.04.1916 — полковник Арджеванидзе, Георгий Павлович
- 07.04.1916 — 21.03.1917 — полковник Масловский, Евгений Васильевич
- 05.04.1917 — хх.хх.хххх — полковник (затем генерал-майор) Драценко, Даниил Павлович

## Другие формирования этого имени
В русской императорской армии существовал ещё один Бакинский пехотный полк. Он имеет следующую историю. В 1722 году четыре роты Московского пехотного полка приняли участие в походе в Персию, и находились при занятии Дербента и Баку. Эти роты 24 июня 1724 года поступили на сформирование Бакинского пехотного полка, который в 1741 году пошёл на комплектование экипажей Каспийского флота.

## Люди, связанные с полком
- Виндушев, Константин Николаевич — с мая 1916 года по май 1917 года составе полка воевал рядовым и младшим унтер-офицером на Кавказском фронте.